# Estándar (química)
En química analítica, un estándar es una preparación que contiene una concentración conocida de un elemento específico o sustancia. Un estándar simple será la dilución del elemento o substancia en un disolvente neutro. No obstante, la mayoría de las muestras naturales contienen un variado rango de distintas substancias, y si se mide la concentración elemental, pueden tener una composición diferente de la que se utilice como estándar. Esto puede ocasionar inexactitudes, y algunas muestras son diseñadas específicamente para que sean lo más parecidas posible a la realidad.
Se dispone también de materiales de referencia certificados que contienen concentraciones, verificadas de forma independientes, de elementos disponibles en distintas matrices o materiales de muestra (por ejemplo, la sangre)...
- Datos: Q5849907